# Hát Lừu
Hát Lừu là một xã thuộc huyện Trạm Tấu, tỉnh Yên Bái, Việt Nam.

## Địa lý
Xã Hát Lừu nằm ở phía tây nam huyện Trạm Tấu, có vị trí địa lý:
- Phía đông giáp xã Xà Hồ và xã Bản Mù
- Phía tây giáp thị trấn Trạm Tấu và xã Bản Công
- Phía nam giáp xã Bản Công và xã Bản Mù
- Phía bắc giáp xã Xà Hồ.

Xã Hát Lừu có diện tích 14,48 km², dân số năm 2019 là 3.710 người, mật độ dân số đạt 256 người/km².

## Hành chính
Xã Hát Lừu được chia thành 4 thôn: Hát 1, Hát 2, Hát Lừu 1, Hát Lừu 2.

## Lịch sử
Ngày 9 tháng 5 năm 1998, Chính phủ ban hành Nghị định 27/1998/NĐ-CP về việc thành lập thị trấn Trạm Tấu trên cơ sở điều chỉnh 372,5 ha diện tích tự nhiên và 2.863 nhân khẩu của xã Hát Lừu.
Sau khi điều chỉnh địa giới hành chính, xã Hát Lừu có 1.461,7 ha diện tích tự nhiên và 2.580 nhân khẩu.